# アイボリー・ウィリアムズ
アイボリー・ウィリアムズ（Ivory Williams、1985年5月2日 ‐ ）は、アメリカ合衆国・ジェファーソン郡出身で短距離走が専門の陸上競技選手。100mで9秒93の自己ベストを持ち、4×100mリレーでは38秒66のジュニア世界記録保持者である。2011年大邱世界選手権男子4×100mリレーのアメリカ代表。

## 経歴
2002年7月、キングストンで開催された世界ジュニア選手権（現・世界U20選手権）の男子4×100mリレー決勝で3走（Ashton Collins、ウェス・フェリックス、ウィリアムズ、Willie Hordge）を務め、ジュニア世界記録（当時）となる38秒92をマークしての金メダル獲得に貢献した。
2004年7月、グロッセートで開催された世界ジュニア選手権に2大会連続の出場を果たすと、個人種目初出場となった男子100mは決勝を10秒29（+0.1）で制して金メダルを獲得した。男子4×100mリレーは3走（トレル・キモンズ、アビデミ・オモーレ、ウィリアムズ、ラショーン・メリット）を務め、決勝ではジュニア世界記録となる38秒66をマークしての金メダル獲得に貢献した。
2008年6月、全米選手権（兼北京オリンピックアメリカ代表選考会）の男子100m2次予選を自身初の9秒台となる9秒94（+1.6）で突破。しかし、準決勝では10秒09（+2.2）の組5着に終わり、わずか0秒001差で決勝進出を逃した。
2009年6月、全米選手権の100mと200mで初の決勝に進出したが、男子100mは10秒16（+3.1）の7位、男子200mは20秒05（+3.3）の4位に終わり、ベルリン世界選手権アメリカ代表の座を逃した。
2010年2月、全米室内選手権の男子60m決勝で今季世界最高記録となる6秒49をマークし、マイク・ロジャース（6秒52）やトレル・キモンズ（6秒56）を抑えて初優勝を成し遂げた。ところが、大会後のドーピング検査でカルボキシ・テトラヒドロカンナビノールが検出され、3ヶ月の資格停止処分が下った。全米室内選手権の記録は抹消され、メダル候補だった3月の世界室内選手権にも出場できなかった。
2010年6月、全米選手権の男子100m決勝で10秒29（-1.5）をマークし、ウォルター・ディックス（10秒04）、トレル・キモンズ（10秒27）に次いで3位に入った。
2011年6月、全米選手権の男子100m予選で9秒95（+2.3）、準決勝で9秒96（+2.9）と、追い風参考記録ながら連続で9秒台をマークして決勝に進出したが、決勝はフライングのため失格となった。
2011年8-9月、大邱で開催された世界選手権に男子4×100mリレー代表として参加したが、補欠として出番はなかった。

## 自己ベスト
記録欄の（　）内の数字は風速（m/s）で、+は追い風を意味する。
| 種目 | 記録           | 年月日        | 場所         | 備考           |
| 屋外 | 屋外           | 屋外          | 屋外         | 屋外           |
| ---- | -------------- | ------------- | ------------ | -------------- |
| 100m | 9秒93 (+1.1)   | 2009年7月20日 | レティムノ   |                |
| 100m | 9秒88w (+3.7)  | 2010年4月3日  | オースティン | 追い風参考記録 |
| 200m | 20秒62 (+1.3)  | 2006年5月6日  | ヒューストン |                |
| 200m | 20秒05w (+3.3) | 2009年6月28日 | ユージーン   | 追い風参考記録 |
| 400m | 46秒25         | 2005年4月16日 | ウィチタ     |                |
| 室内 |                |               |              |                |
| 60m  | 6秒51          | 2010年2月6日  | ボストン     |                |
| 200m | 20秒81         | 2009年1月17日 | リンカーン   |                |

## 主要大会成績
備考欄の記録は当時のもの
| 年   | 大会               | 場所         | 種目    | 結果 | 記録          | 備考             |
| ---- | ------------------ | ------------ | ------- | ---- | ------------- | ---------------- |
| 2002 | 世界ジュニア選手権 | キングストン | 4x100mR | 優勝 | 38秒92 (3走)  | ジュニア世界記録 |
| 2004 | 世界ジュニア選手権 | グロッセート | 100m    | 優勝 | 10秒29 (+1.0) |                  |
| 2004 | 世界ジュニア選手権 | グロッセート | 4x100mR | 優勝 | 38秒66 (3走)  | ジュニア世界記録 |